# Springhead (Kent)
Springhead – wieś w Anglii, w hrabstwie Kent, w dystrykcie Gravesham. Leży 23 km na północny zachód od miasta Maidstone i 33 km na wschód od centrum Londynu.